# Apgar
Apgar score på svenska Apgarskalan eller enbart Apgar är ett poängsystem (Apgarpoäng) som används vid förlossning för bedömning av graden av syresättning av den nyföddes blod - graden av eventuell asfyxi. Bedömningen innehåller 5 parametrar som vardera ger 0 till 2 poäng (således sammantaget högst 10 poäng vid varje bedömningstillfälle) och utförs vid 1, 5 och 10 minuters ålder på alla nyfödda barn, samt därefter var 5:e minut vid fortsatt neonatal HLR. Testet togs fram 1953 av Virginia Apgar.
Apgarpoängen har visat sig inte bara vara ett instrument för att bedöma om nyfödda behöver återupplivas, utan den har även visat sig ha en prognostisk betydelse då neurologiska men i första hand drabbar barn som har kvarstående låg Apgarpoäng 5 minuter efter födelsen.
Även om barnen kan få låga poäng direkt efter utdrivningsskedet, så har de flesta runt 9 eller 10 poäng när de testas igen efter 5 minuter.

## Apgarskalans fem kriterier
|             | Tecken                      | 0 poäng                             | 1 poäng                   | 2 poäng                |
| Appearance  | Hudfärg                     | blå/blek över hela kroppen (cyanos) | rosa kropp, blå armar/ben | rosa över hela kroppen |
| Pulse       | Puls (hjärtfrekvens)        | obefintlig                          | <100                      | ≥100                   |
| Grimace     | Grimaser, reflex, retbarhet | ingen respons                       | bara grimaserar           | skriker                |
| Activity    | Muskeltonus, aktivitet      | obefintlig                          | armar och ben stela       | livlig rörelse         |
| Respiration | Andning (andningsfrekvens)  | obefintlig                          | oregelbunden, långsam     | regelbunden, skriker   |

## Historik
Före introduktionen med bedömning av Apgarpoäng och därmed insatta åtgärder var en av anledningarna till dåtidens förlossningsskador bristen på allmänt accepterade kriterier på hur man skulle gradera asfyxi eller upplivningsåtgärdernas effektivitet. Ett otal metoder hade använts genom årens lopp för att återuppliva till synes livlösa nyfödda: en dask i stjärten, mun-mot-mun-andning, växelbad i varmt och kallt vatten, syrgastillförsel med sond i magsäcken eller komplicerade mekaniska apparater som blåste in luft i barnet.
I Sverige fick bedömning med Apgarpoäng tidigt genomslag och inom 10 år var man bland de första i världen som anammade det nya tänkesättet. Bidragande var bland annat ett temanummer i Svenska Läkartidningen om upplivning av asfyktiska nyfödda, där anestesiologiprofessorn Martin Holmdahl var författare till avsnittet om återupplivningsmetoder. Holmdahl presenterade Apgarskalan och lyfte fram övertrycksandning genom ansiktsmask eller endotrakealtub som enda metod som höll måttet och han raljerade över obevisade teorier. "När man bedömer dessa (tidigare) teknikers kliniska effekter... bör man betänka att den nyfödde har en stark livsvilja som många gånger segrat över s. k. återupplivningsmetoder."
Före introduktionen av Apgarmetoden ansågs intubering av nyfödda barn vara både svår och riskfylld men Holmdahl hade inte något till övers för sådana farhågor utan ansåg att tekniska svårigheter kunde inte, som ofta gjorts och fortfarande gjordes, anföras som argument för att inte använda de bästa metoderna. Man borde se till att tekniska färdigheter förvärvats av all personal och att erforderlig utrustning anskaffats. Rutinmässigt används i dag "mask och blåsa" vid assistans till nyfödda med lätta till måttliga andningssvårigheter.